# لوري بدر
لوري بدر (بالإنجليزية: Lore Bader) هو لاعب كرة قاعدة أمريكي، ولد في 27 أبريل 1888 في Bader, Illinois ‏ في الولايات المتحدة، وتوفي في 2 يونيو 1973 في ليروي في الولايات المتحدة.

## وصلات خارجية
- لوري بدر على موقعبيزبول رفرنس.كوم (الدوري الرئيسي) (الإنجليزية)
- لوري بدر على موقعبيزبول رفرنس.كوم (الدوري الثانوي) (الإنجليزية)
- لوري بدر على موقع جمعية أبحاث البيسبول الأمريكية (الإنجليزية)